# Carbonade

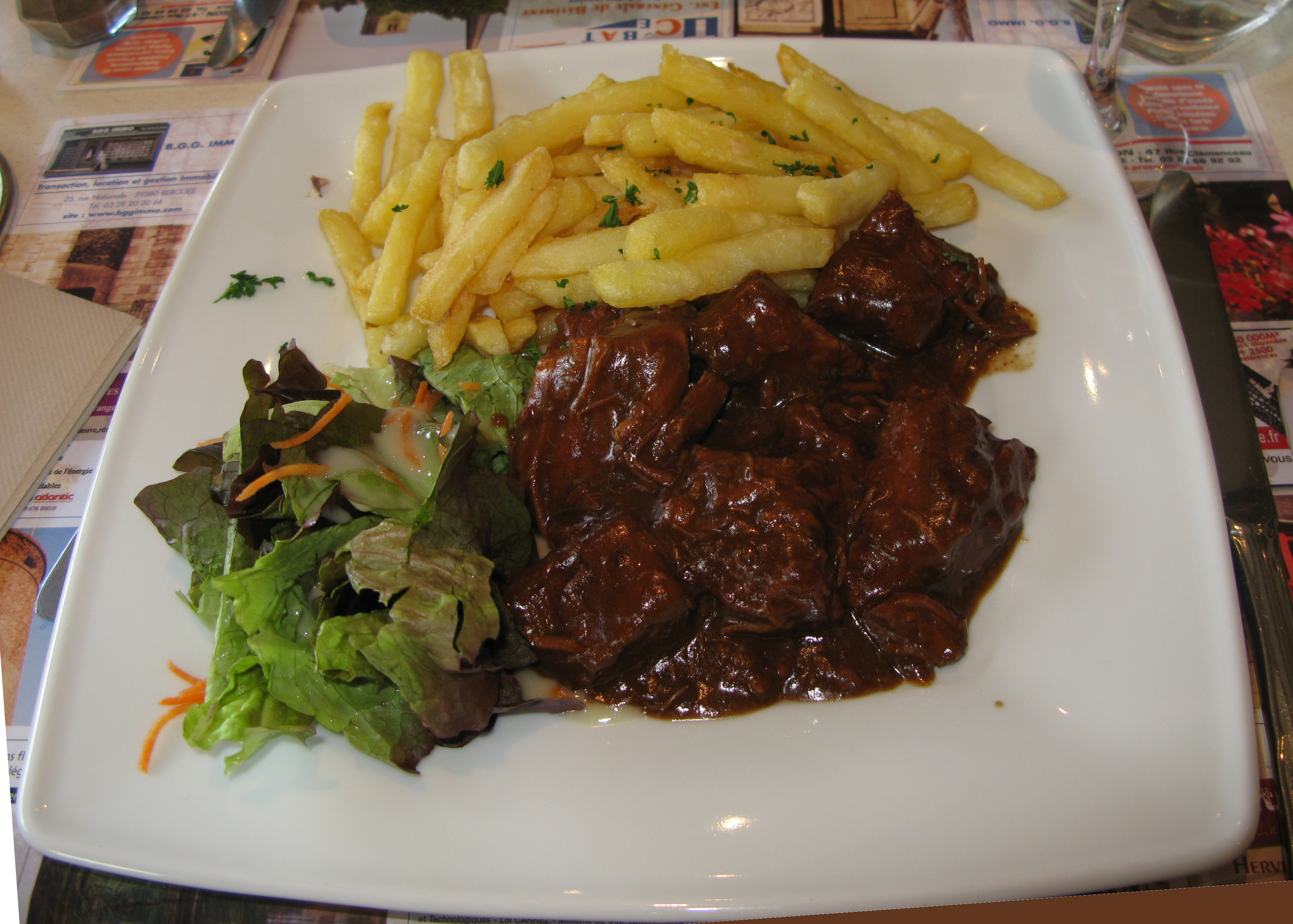
Carbonada flamenca es uno de los platos más conocidos de la Gastronomía de Bélgica.

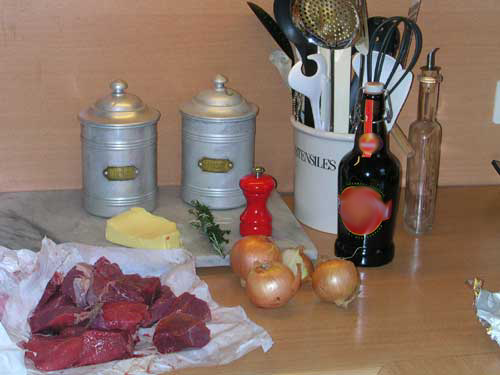
Ingredientes para una carbonade flamenca.

La carbonade es un plato tradicional belga (de las regiones de Flandes belga) también presente en las cocinas del norte de Francia (regiones de Flandes francés, Artois, Norte-Paso de Calais). Se trata de un estofado de ternera y cebolla cocinado en cerveza y sazonado con tomillo y laurel.
Para su correcta elaboración se suelen utilizar cervezas ligeramente amargas, añadiendo después un toque más dulce con vinagre de vino o sidra y azúcar moreno.